# Åke Nilson
Åke Kurt Lennart Nilson, född 2 augusti 1918 i Torslunda på Öland, död 2 augusti 2005 i Oskarshamn, var en svensk målare.
Han var son till hemmansägaren Anders Wiktorsson Nilsson och hans hustru Vilhelmina Kristina samt sedan 1947 gift med May-Britt Elly Charlotta Eriksson. Han studerade konst för Arvid Källström i Oskarshamn 1950–1951 och genomförde därefter ett flertal studieresor i Europa 1951–1957. Tillsammans med Karl Gustav Holmberg ställde han ut i Nässjö och Uddevalla. Han medverkade ett flertal gånger i Källströmsgruppens samlingsutställningar samt med olika lokala konstföreningar. Hans konst består landskapsskildringar med motiven hämtade från Öland eller Sydeuropa utförda i olja eller pastell. Nilson är representerad vid Umeå lasarett och Oskarshamns stad.